# شبرا بلولة (المنوفية)
شبرا بلولة إحدى قرى مركز منوف التابع لمحافظة المنوفية بجمهورية مصر العربية.

## التاريخ
ذكرها علي مبارك في كتابه الخطط التوفيقية باسم «شبرى بلولة المنوفية»، حيث ذكر أنها قرية في مديرية المنوفية بقسم سبك، وأن بها مسجدان ومعمل دجاج وعدة بساتين وعدة سواقي وماكينتان لري الزراعة.

## السكان
بلغ عدد سكان شبرا بلولة 7,247 نسمة، منهم 3,758 رجل و3,489 إمرأة، حسب الإحصاء الرسمي لعام 2006.